# Zoë Sedney
Zoë Sedney (15 de diciembre de 2001) es una deportista de los Países Bajos que compite en atletismo. Ganó una medalla de bronce en el Campeonato Europeo de Atletismo por Equipos de 2021, en la prueba de 100 m vallas.